# ΓδT細胞
γδT細胞（ガンマデルタティーさいぼう）とは細胞表面に普通のT細胞とは異なったタイプのT細胞受容体を持つ細胞集団のことである。ほとんどのT細胞はα鎖、β鎖と呼ばれる2つの糖タンパク質から構成されるT細胞受容体を持つ（この一般的なT細胞はαβT細胞と呼ばれることもある）。それに対し、γδT細胞はγ鎖とδ鎖からなるT細胞受容体を持つ。このグループのT細胞はαβT細胞と比べると、はるかに少数であるが、腸粘膜における上皮細胞間リンパ球(intraepithelial lymphocutes, IELs)として知られるリンパ球集団の中では多数を占める。
γδT細胞を活性化する抗原分子は未だにほとんどよく知られていない。MHC-IB（MHC-Iに類似するが、多様性が乏しい分子群）を認識することはあるものの、γδT細胞は抗原消化と主要組織適合抗原 (MHC) によるペプチドエピトープの提示を必要せず、抗原を直接認識する点で独特である。さらにγδT細胞は脂質抗原の認識においてはαβT細胞に優ると考えられている。γδT細胞は進化学的に原始的であり、ヒートショックプロテインのようなストレスシグナルで活性化するのかもしれない。
また、マウスの表皮内にはγδT細胞の亜集団が存在している。もともとThy-1陽性表皮樹状細胞 (Thy-1+DEC) と表現されたこの細胞集団は一般的に表皮樹状T細胞 (DETC) として知られる。DETCは胎児期に発生し、多様性の乏しい標準的なVγ3Vδ1型T細胞受容体を発現する。

## 自然免疫系と獲得免疫系におけるγδT細胞
γδT細胞の反応を導く状況は完全には理解されていない。また今まで言われている「生体防御の最前線」「制御性細胞」「自然免疫系と獲得免疫系の架け橋」といったγδT細胞の考え方は、γδT細胞の複雑な挙動の一面に過ぎない。実際、γδT細胞は胸腺や末梢において他の白血球の影響下で分化するリンパ球の働き全体を形作っている。成熟γδT細胞は機能的に異なった亜型に分化し、健康な組織や免疫細胞、病原体や宿主、その防御反応に直接、もしくは間接的に無数の影響を与える。
CD1d拘束性NKT細胞などの他の多様性の乏しいT細胞受容体を持つ"非定型的"T細胞と同様に、γδT細胞は進化学的に原始的で早期に迅速に様々な異物と反応する自然免疫系と、再度の侵入に際したB細胞とT細胞による、時間を要するが抗原特異的で長期の記憶に基づく反応である獲得免疫系の境界に位置する。
- まず、多様な抗原と結合するためTCR遺伝子の再構成を行うことと記憶細胞が残ることからγδT細胞は獲得免疫系の一要素とみなすことができる。
- 一方で、様々な亜型が自然免疫系の要素とみなすことができ[4]、この場合、制限されたTCRはパターン認識受容体として使われる[5]。例えば、多数のヒトVγ9/Vδ2 T細胞は微生物が産生する共通の抗原に対し反応し、高度に多様性が制限されている表皮内Vδ1 T細胞はストレス下で発現する分子を持つ表皮細胞に反応する。
- 近年の研究でヒトのVγ9/Vδ2 T細胞が食作用を行うことが示された。この機能は元々自然免疫系の骨髄系細胞である好中球、単球、樹状細胞にしかみられないと考えられていたものである[6]。

このように、複雑なγδT細胞の生態は自然免疫系と獲得免疫系の両者に広く行き渡るものである。

## 胸腺外分化
T細胞の分化には胸腺が大きな役割を果たすが、一部のT細胞は胸腺外で分化する。マウスでの研究によると、胎生早期においては最初にVδ1 TCRを持つγδT細胞が現れる。この細胞は胸腺において分化し、皮膚や生殖器の上皮にホーミングする。一方で出生後に出現し肝臓に存在するγδT細胞は、肝臓中のT細胞のうち25%程度を占め、そのほとんどが胸腺外で分化する。また、上述の腸管上皮内リンパ球として存在するγδT細胞も胸腺外分化である。この腸管内γδT細胞はIL-7依存性に形成されるクリプトパッチと呼ばれる腸粘膜内のリンパ球集団から供給されていると考えられている。また、肺にも胸腺外分化γδT細胞が存在する。
ただし、αβT細胞も肝臓や腸管に胸腺外分化による細胞が一部存在することに留意する必要がある。

## 遺伝子ファミリー

### マウス

#### マウスのVγ鎖
この表ではマウスVγ鎖の体系を要約し、さらにVγ鎖の同定に用いられるモノクローナル抗体を表記している。ただし、この分類はC57BL/6マウス（一般にB6マウスと略される）についてのものであり、他の系統のマウスには必ずしも当てはまらない。主に二つの分類系（Heilig式とGerman式）が用いられているが、どの分類によるものか示されないことが多い。例えばIMGT（国際免疫遺伝情報システム）はHeiligの表記法を用いているが、webサイトではHeiligの表記法を用いていることは表示されていない。この表では多様なVγ鎖の遺伝子断片と、関連するVγ鎖タンパク質を検出するモノクローナル抗体について言及している。なお、Haydayが提唱した「公式」の分類系は広くは用いられておらず、混乱を招いている。この体系の強みでもあり、弱みでもあるその特徴は、B6マウスのゲノムにおけるVγ鎖遺伝子の順番に基づいた表記法であるため、他の系統には単純に用いることができないという点である。

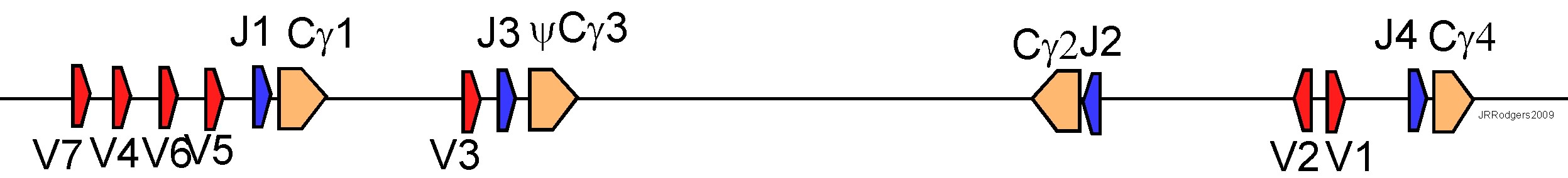
C57BL/6マウスのゲノム上におけるVγ遺伝子の位置; 等縮尺。第13染色体: 1.927～1.440 Mbp Heilig表記法

| Heilig and Tonegawa式 | Garman式 | "Hayday式" | 抗体                                      | 備考                                         |
| --------------------- | -------- | ---------- | ----------------------------------------- | -------------------------------------------- |
| Vγ5                   | Vγ3      | GV1S1      | 536; 17D1 Vγ5(Heilig)+Vδ1クローンに特異的 | 皮膚、Jγ1Cγ1                                 |
| Vγ6                   | Vγ4      | GV2S1      |                                           | 再生粘膜;Jγ1Cγ1                              |
| Vγ4                   | Vγ2      | GV3S1      | UC310A6                                   | 肺;Jγ1Cγ1                                    |
| Vγ7                   | Vγ5      | GV4S1      | F2.67 Pereira                             | 腸管IELの中で最も一般的 人のVγ1に相同 Jγ1Cγ1 |
| Vγ1                   | Vγ1.1    | GV5S1      | 2.11 Pereira 1995                         | 末梢リンパ組織;Jγ4Cγ4                        |
| Vγ2                   | Vγ1.2    | GV5S2      |                                           | Jγ1Cγ1                                       |
| Vγ3                   | Vγ1.3    | GV5S3      |                                           | Jγ3-pseudoCγ3                                |

### ヒト

#### ヒトVδ2+T細胞
Vγ9/Vδ2 T細胞はヒトと霊長類が独自に持つ、末梢血中でマイナーかつ非定型的な白血球の代表である（末梢血中白血球の0.5~5%）。それでもなお、この細胞は感染早期に侵入してきた病原体を認識するために必要不可欠な役割を持ち、様々な急性感染において、病原体が体内に侵入した際に劇的に増殖する。結核、サルモネラ症、エーリキア症、ブルセラ症、野兎病、リステリア症、トキソプラズマ症、マラリアなどでは感染後数日以内に他のリンパ球数を超えるほどに増加しうる。注目すべきことに、全てのVγ9/Vδ2 T細胞は共通の微生物由来化合物である(E)-4-ヒドロキシ-3-メチル-2-ブテニル二リン酸 (HMB-PP) を認識する。このHMB-PPは非メバロン酸経路のイソペンテニル二リン酸 (IPP) 生合成における中間代謝産物であり、結核菌 (Mycobacterium tuberculosis) やマラリア原虫などを含むほとんどの病原体には必須の化合物であるが、病原体の宿主であるヒトの体内には存在していない。一方で非メバロン酸経路を欠き、古典的メバロン酸経路によりIPPの生合成を行うためにHMB-PPを産生しないブドウ球菌、連鎖球菌、ボレリアなどの病原体はVγ9/Vδ2 T細胞を特異的に活性化しない。
IPPそれ自体は構造的にHMB-PPに類似しており、ヒトの細胞も含め普遍的に発現しているが、in vitroでの活性化の効力はHMB-PPの一万分の一である。ただし、ストレスや形質転換における生理的なシグナルをIPPが表しているかどうかはまだはっきりとわかっていない。ゾレドロン酸（ゾメタ）やパミドロン酸（アレディア）などのIPPと同等の生物活性を持つ化学合成アミノビスホスホネートは骨粗鬆症や骨転移腫瘍などの治療に広く用いられているが、付随的に Vγ9/Vδ2 T細胞受容体のアゴニストとして働く。しかしながらいくつかの証拠により、このようなビスホスホネートの「抗原」は直接的には認識されず、メバロン酸経路に働くことでIPPを蓄積させ、これが間接的にVγ9/Vδ2 T細胞の活性化に働くことがわかっている。最終的にはある種のアルキル化アミンがin vitroでVγ9/Vδ2 T細胞の活性化を起こすとされるが、1mMの濃度が必要であり、これはHBM-PPの100万から1億分の1程度の強さである。このため、このような分子の生理的作用には疑問が残されている。
上記のような非ペプチド抗原が直接Vγ9/Vδ2 T細胞受容体と結合するのか、それともいずれかの抗原提示分子を介して結合するのかははっきりとわかっていない。いくつかの証明により、種特異的に細胞間の接触が必要であることは示されている。しかし、γδT細胞の活性化には一般的な抗原提示分子である主要組織適合抗原もNKT細胞の活性化に関わるCD1も必要ではない。このことは未知の抗原提示分子が存在している可能性を示唆する。Vγ9/Vδ2 TCRによる非ペプチド抗原の直接的な認識は、Vγ9/Vδ2 TCRを形質転換により導入すると、非反応性だった細胞が反応性を持つようになり、さらにVγ9/Vδ2 TCRの抗体でブロックすると認識できなくなることから裏付けされる。このように機能的なVγ9/Vδ2 TCRの存在は非ペプチド抗原に対する反応を強制する。それでもなお一般的なエピトープ提示/認識モデルでは構造的に極めて近いHMB-PPとIPPの反応性の違いを説明できない。
また、Vγ9/Vδ2 T細胞は抗原提示細胞 (Antigen-Presenting Cells, APC) のように振る舞うことがある。ヒトのVγ9/Vδ2 T細胞は特異的な炎症性の遊走プログラムによって特徴付けられる。これはCXCR3、CCR1、CCR2、CCR5などの複数のケモカインレセプターを含む。このことはHMB-PPやIPPによる活性化が、特にリンパ節のT細胞領域などのリンパ組織への遊走を誘導することを意味する。このため、HBM-PPなどのリン酸化抗原によるγδT細胞の刺激は、γδT細胞にMHC-I、MHC-II分子、共刺激分子 (CD80, CD86) 、接着受容体 (CD11a, CD18, CD54) などの抗原提示細胞関連マーカーを発現させる。これ故、活性化γδT細胞はあたかも抗原提示細胞かのように振る舞い (γδ T-APC) 、αβT細胞に抗原提示を行い、ナイーブなCD4陽性T細胞やCD8陽性T細胞をエフェクター細胞へと導く。γδ T-APCにより誘導される分化においてはヘルパーT細胞の反応が導かれ、ほとんどの場合で炎症誘発性であるTh1細胞の反応とそれに続くIFN-γやTNF-αの産生が起きる。しかしγδ T-APCがあまりいないと、ナイーブαβT細胞はTh1細胞（IL-4を産生）やTh0（IL-4に加えてIFN-γ）へと分化する。また、ヒトのVγ9Vδ2 T細胞は優れた交差提示能を示し、外来性抗原を消化してCD8陽性である細胞傷害性T細胞にMHC-Iによる抗原提示を行う。このようにして活性化細胞傷害性T細胞は効果的に感染細胞や腫瘍細胞を排除することができる。この事実は癌や感染症の免疫療法に応用出来るかもしれない。